# Pleurothallidinae
Pleurothallidinae é uma subtribo neotropical de plantas da família das orquídeas (Orchidaceae) incluindo cerca 60 gêneros e mais de 4100 espécies.
As espécies desta subtribo estão entre as preferidas dos colecionadores de orquídeas que apreciam espécies pequenas, particularmente os gêneros  Dracula, Dryadella, Masdevallia e Restrepia.

## Distribuição
Ocorrem desde a sul da Flórida e México, até o norte da Argentina e Caribe, com maior incidência de espécies no noroeste dos Andes e em seguida sudeste do Brasil onde existem cerca de 600 espécies.

## Morfologia

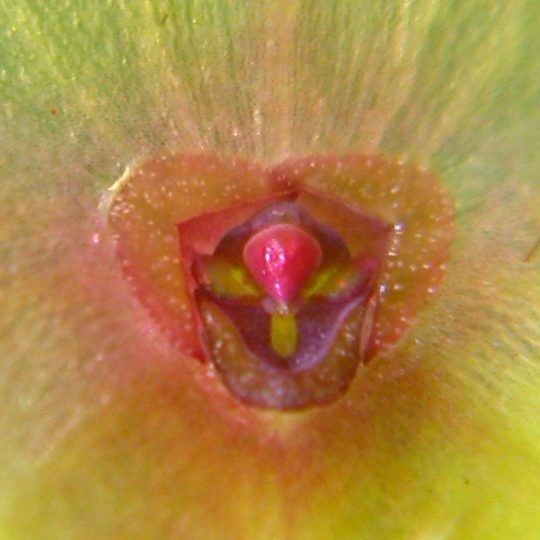
Exemplo do posicionamento apical da antera em uma espécie de Stelis.

Podem ser epífitas, rupícolas ou terrestres, de crescimento simpodial, ocorrendo nos climas e altitudes mais variados.

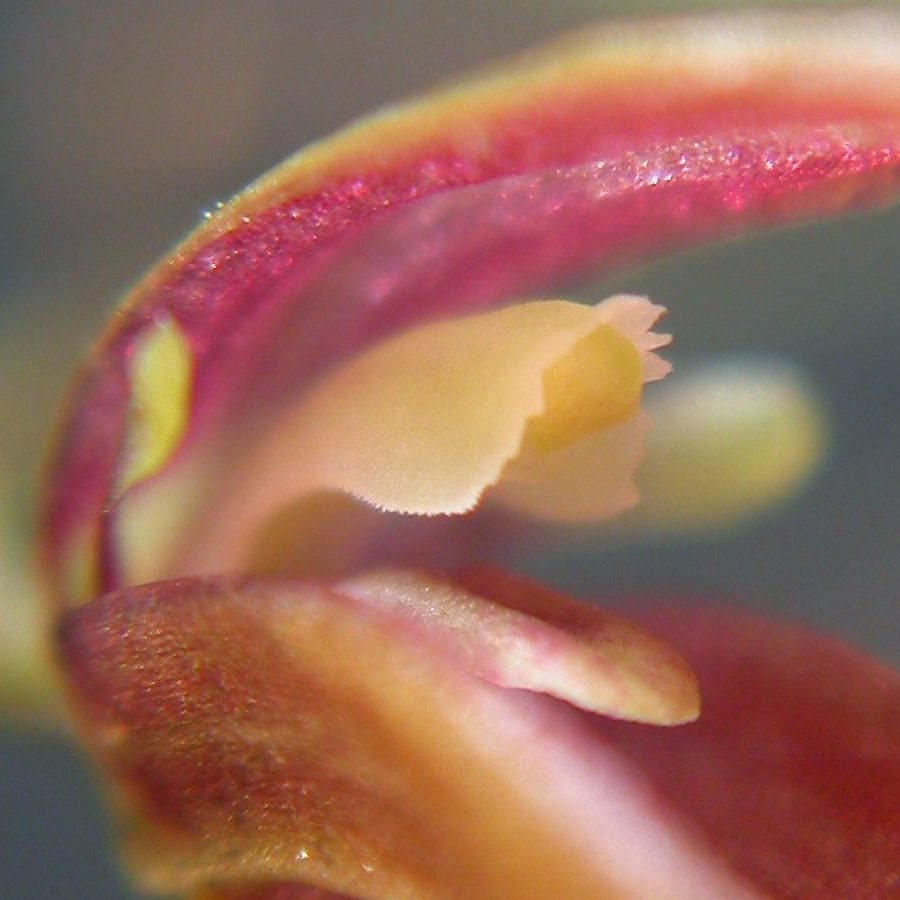
Exemplo do posicionamento ventral da antera na Pabstiella miragliae.

As principais características distintivas deste grupo dentre as Epidendreae são ausência de pseudobulbos, transformados aqui em uma estrutura conhecida como ramicaule; presença de clorofila; caules expostos (não enterrados no substrato) com uma única folha conduplicada terminal (exceto em um dos clados); ovário articulado com o pedicelo (exceto em um dos clados) e pedicelo persistente após a queda das flores. As flores apresentam números pares de polínias, de duas a oito.
Segundo Luer, todos os gêneros contidos nesta subtribo, de acordo com sua morfologia podem ser grosseiramente divididos entre três grupos principais de afinidade, Pleurothallis, Specklinia e Acianthera.
- A primeira divisão se faz observando o posicionamento da antera. Os gêneros com antera apical, pertencem ao grupo semelhante a Pleurothallis.
- A segunda divisão, baseia-se na presença ou ausência no caule dessas espécies de um discreto anel mais espesso, um pouco abaixo da folha e da espata, ao qual Luer chama annulus. Assim, os outros gêneros todos apresentam antera ventral mas os gêneros que apresentam annulus pertencem à afinidade de Specklinia, e os sem annulus à afinidade de Acianthera.

Dividindo então os gêneros ou subgêneros por suas mais evidentes afinidades morfológicas obtemos:
- Grupo Acianthera, antera ventral, sem annulus:

Octomeria, Pleurothallopsis, Sarracenella, Pleurobotryum, Kraenzlinella, Barbosella, Apoda-prorepentia, Phloeophila, Myoxanthus, Cryptophoranthus, Echinosepala.
- Grupo Specklinia, antera ventral, com annulus:

Trisetella, Zootrophion, Scaphosepalum, Masdevallia, Dryadella, Trichosapinx, Panmorphia, Anathallis, Effusiella, Physosiphon, Anthereon, Talpinaria, Pseudoctomeria.
- Grupo Pleurothallis, antera apical:

Brachionidium, Barbrodria, Platystele, Lepanthes, Lepanthopsis, Crocodeilanthe, Stelis, Acronia.
Esta divisão não é uma regra absoluta pois muitas exceções existem. A classificação dos gêneros e espécies deve ser ajudada por observações complementares, pois há muitas espécies intermediárias que não encaixam perfeitamente na divisão, principalmente no que se refere às espécies brasileiras de Pleurothallidinae. A regra acima não guarda correspondência ao caráter evolutivo dos gêneros servindo apenas como primeira ferramenta para identificação dos gêneros.

## Taxonomia da subtribo Pleurothallidinae

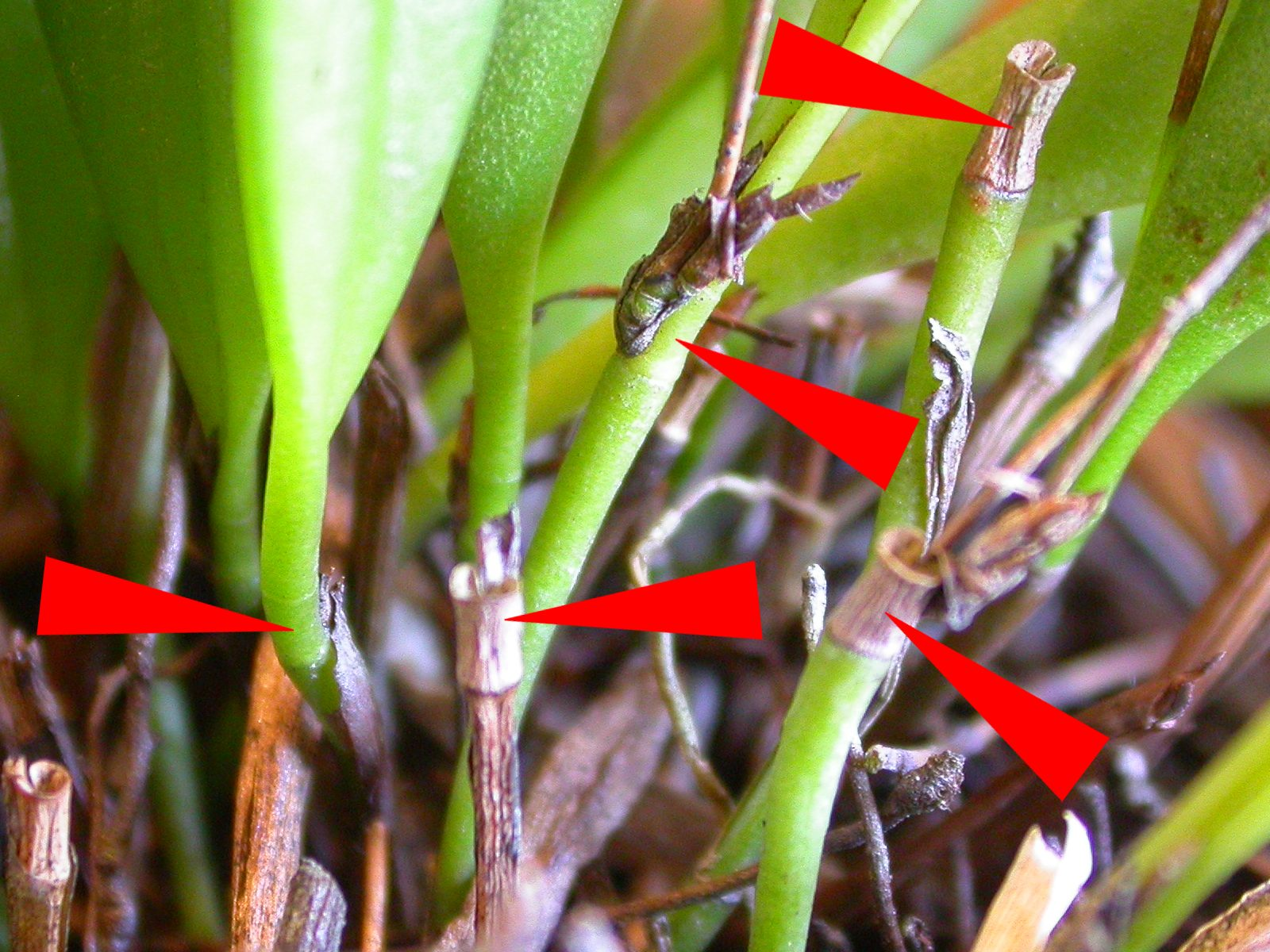
Anullus - Estrutura persistente, presente entre o final do ramicaule e o início da folha, que existe em alguns gêneros de Pleurothallidinae. A foto mostra exemplares vivos e secos em uma Anathallis bocainensis.

A classificação dos gêneros de Pleurothalidiinae passa por profunda reformulação resultando bastante incerta neste momento. Por um lado encontram-se os filogenistas que classificam as espécies com base principalmente em resultados de análises genéticas, por outro os morfologistas, que baseiam-se em caracteres anatômicos das espécies. A tendência atual, liderada pelo grupo de filogenistas da Universidade da Florida tenta atender às duas tendências trabalhando em conjunto com morfologistas e tem obtido grande apoio de ambos os grupos e da comunidade científica.
Na classificação de Pleurothallidinae aqui apresentada, baseamo-nos em dois trabalhos principais, a coleção Icones Pleurothallidinarum, de Carlyle Luer, e Phylogenetic relationships in Pleurothallidinae (Orchidaceae): combined evidence from nuclear and plastid DNA sequences de Alec M. Pridgeon, Rodolfo Solano, Mark W. Chase e Cassio Van Der Berg.

## Filogenia
Segundo o estudo preliminar sobre a filogenia de Pleurothallidinae citado acima, o qual não trata especificamente da morfologia, e de fato pouca importância lhe atribui, podemos dividir preliminarmente os gêneros em oito grupos segundo sua evolução, com a ressalva de que alguns dos grupos apresentam limites obscuros ou diferentes conformes as análises. Neste trabalho, Pridgeon et al.  sugerem a eliminação de diversos gêneros propostos por Luer alegando que os caracteres morfológicos utilizados para sua separação não são suficientes para validar esses gêneros pois não refletem a evolução das espécies mas apenas os caracteres morfológicos por si mesmos, muitos destes encontrados em outras espécies e gêneros. Como adotamos a posição conservadora de que a morfologia das espécies deva, sempre que possível, também ser refletida pelo sistema taxonômico, estamos retendo aqui estes gêneros até que exista consenso na comunidade científica. Considerando-se aceitos os gêneros propostos por Luer seu número sobe a mais de 120.
Apoda-prorepentia foi proposto por Carlyle August Luer em Monographs in Systematic Botany from the Missouri Botanical Garden 95: 255, em 2004, ao elevar o subgênero Apoda-Prorepentia de Pleurothallis, por ele mesmo proposto em 1986, à categoria de gênero. Sua espécie tipo foi originalmente descrita por Olov Swarts como Epidendrum testifolium. O nome refere-se ao fato de serem espécies reptantes mais ou menos pendentes com flores cuja coluna não apresenta prolongamento podiforme. Além das características acima referidas, estas espécies são algo variáves, agrupadas mais pelas suas diferenças de outros grupos que pelas semelhanças entre si. Apresentam curtos ramicaules caídos ou pendentes, com grandes folhas também algo pendentes. As flores, bastante diversas, brotam de grande espata, frequentemente inflada, não raro permanecendo escondidas dentro da mesma. Algumas de suas espécies estão distribuídas por outros gêneros, segundo a filogenia molecular. Correntemente o gênero é considerado um sinônimo de Pleurothallis.

### Clado Dilomilis

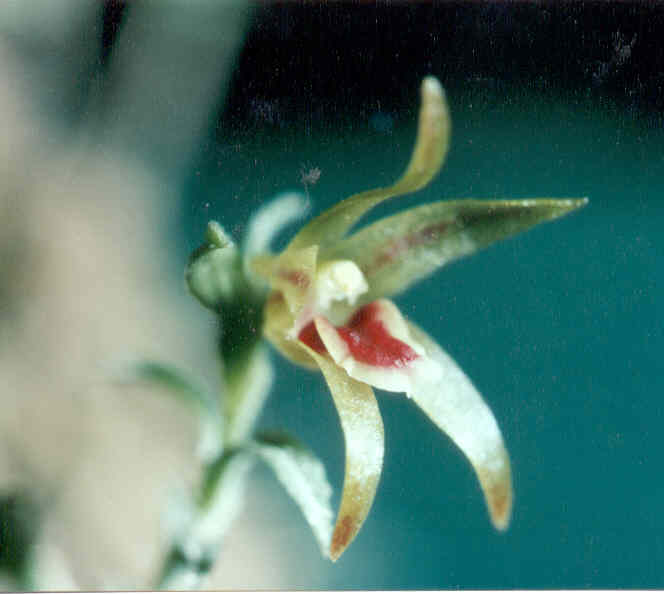
Tomzanonia filicina.

São exceções dentre as Pleurothallidinae pois apresentam uma ou mais de uma folha por ramicaule. Suas flores não têm articulação entre o ovário e pedicelo. É o único grupo sem representantes no Brasil, composto por 3 gêneros e 8 espécies:
- Dilomilis - 5 espécies
- Neocogniauxia - 2 espécies
- Tomzanonia - 1 espécie

### Clado Octomeria

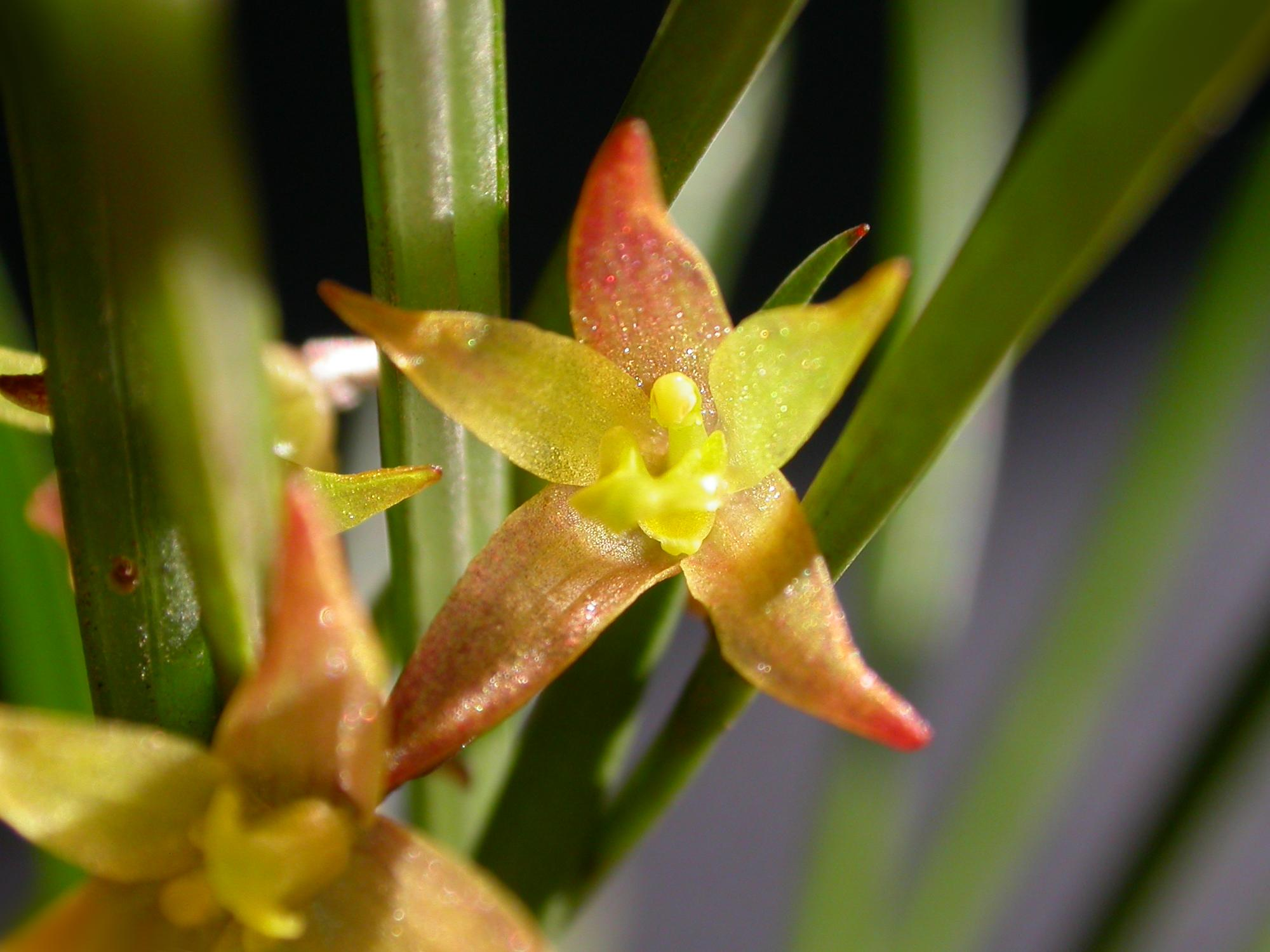
Octomeria chamaeleptotes.

Espécies com seis ou oito polínias sem annulus. São os três gêneros mais primitivos da subtribo e contam aproximadamente 222 espécies:
- Octomeria - 149 espécies
- Brachionidium - 72 espécies
- Chamelophyton - 1 espécie

### Clado Barbosella

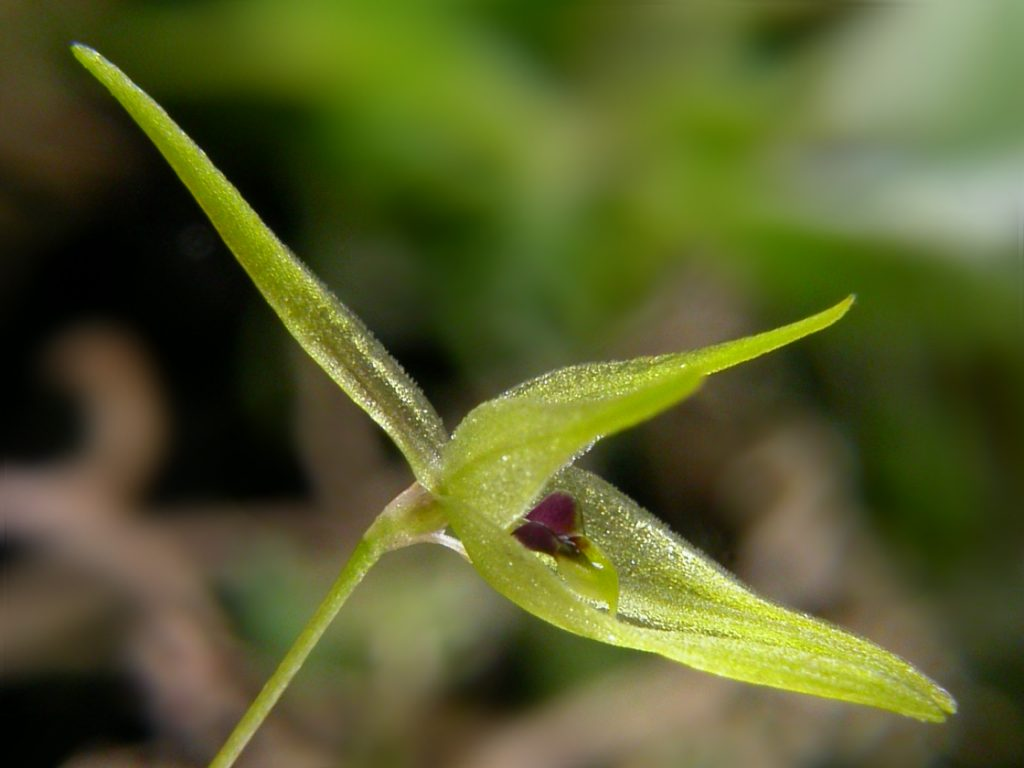
Barbosella gardneri.

Espécies com duas, quatro ou oito polínias, sem annulus porém com alguma especialização, tais como labelo articulado, diferente posicionamento da antera, menor número de polínias, diferenças na morfologia vegetativa. É composto por 10 gêneros contando 169 espécies.
- Echinosepala - 8 espécies
- Myoxanthus - 45 espécies
- Pleurothallopsis - 1 espécie
- Restrepiopsis - 21 espécies
- Barbosella - 18 espécies
- Barbrodria - 1 espécie
- Restrepiella - 1 espécie
- Kraenzlinella - 10 espécies
- Dresslerella - 13 espécies
- Restrepia - 51 espécies

### Clado Acianthera

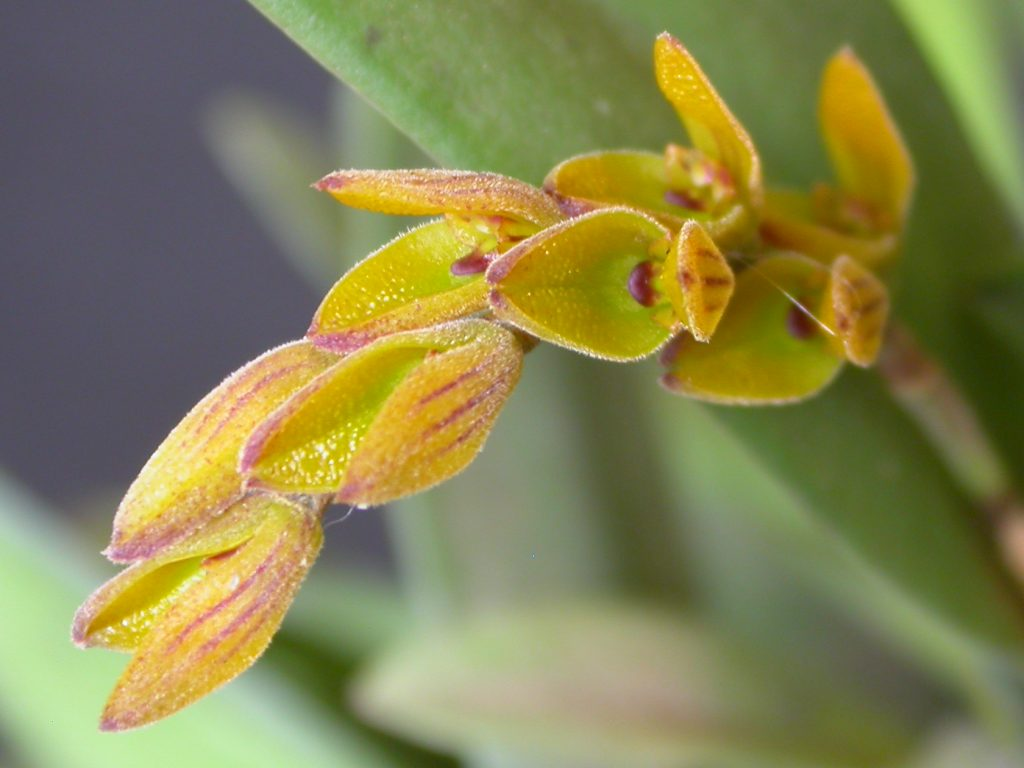
Acianthera klotzschiana.

Espécies com duas polínias, sem annulus, eram diversos gêneros hoje considerados subgêneros ou secções de Acianthera:
- Acianthera - cerca de 218 espécies

### Clado Lepanthes

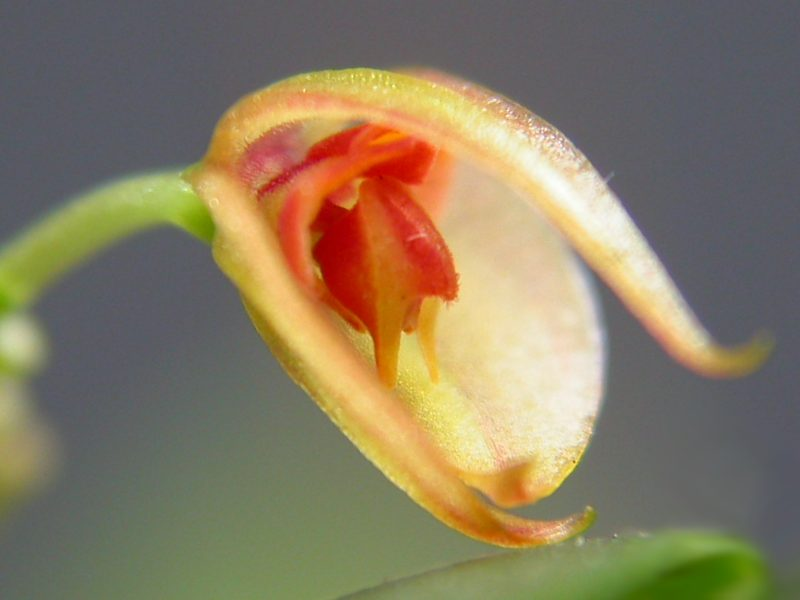
Lepanthes helicocephala.

Espécies bastante diversas com duas polínias, sem annulus, a maioria com diversos nós nos ramicaules, revestidos por bainhas secas, em alguns gêneros de formato lepantiforme ou imbricantes. São 9 gêneros e cerca de 1315 espécies:
- Zootrophion - 19 espécies
- Epibator - 3 espécies
- Lepanthopsis - 40 espécies
- Lepanthes - 968 espécies
- Brachycladium - 35 espécies
- Anathallis - 71 espécies
- Panmorphia - 71 espécies
- Trichosalpinx - 107 espécies
- Frondaria - 1 espécie

### Clado Pleurothallis
Espécies bastante diversas com duas polínias, com annulus, formado por três subgrupos:
- Subclado Stelis: espécies de morfologia floral muito variada:
  - Stelis -  ~800 espécies
  - Crocodeilanthe - 66 espécies
  - Physosiphon - 2 espécies
  - Effusiella - 39 espécies
  - Dracontia - 17 espécies
  - Mystax
  - Apatostelis
  - Pseudostelis
  - Salpistele
  - Condylago - 2 espécies
  - Niphanta - 1 espécie
  - Physothallis
  - Mystacorchis
  - Elongatia
  - Unciferia
  - Loddigesia
  - Lomax
- Subclado Pabstiella: espécies de morfologia floral muito variada:
  - Pabstiella
- Subclado Pleurothallis: espécies afins do tipo de Pleurothallis:
  - Acronia
  - Pleurothallis
  - Talpinaria
  - Madisonia
  - Scopula
  - Ancipitia
  - Mirandia

### Clado Phloeophila

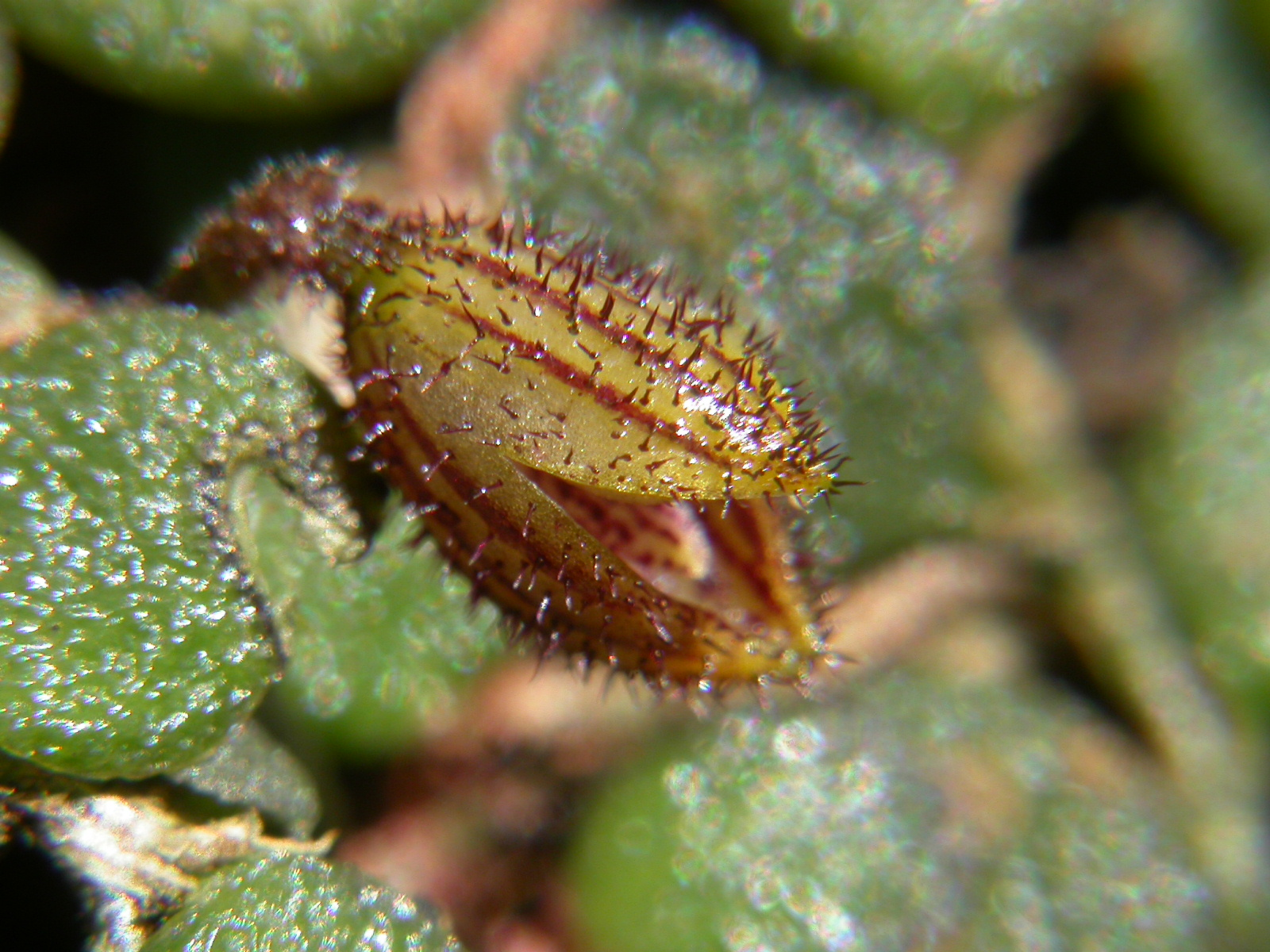
Phloeophila nummularia.

Grupo formado por apenas dois gêneros de duas polínias, com ou sem annulus:
- Phloeophila
- Luerella

### Clado Specklinia
Espécies bastante diversas com duas polínias, com annulus, algumas com flores invertidas, outras dentre as menores espécies de orquídeas existentes,  ou com labelo articulado, etc., divididas em dois grupos:
- Subclado: Dryadella
  - Dryadella
  - Andinia
- Subclado: Specklinia
  - Specklinia
  - Platystele
  - Scaphosepalum
  - Pseudoctomeria
  - Acostaea
  - Tribulago - 2 espécies
  - Sarcinula
  - Empusella
  - Andreettaea

### Clado: Masdevallia
Formado por gêneros de duas polínias, com annulus, facilmente reconhecíveis, a grande maioria antigos subgêneros de Masdevallia, elevados à categoria de gêneros por Luer em 2006:
- Acinopetala
- Alaticaulia
- Buccella
- Byrsella
- Fissia
- Jostia
- Luzama
- Masdevallia
- Megema
- Petalodon
- Pteroon
- Regalia
- Reichantha
- Rodrigoa
- Spectaculum
- Spilotantha
- Streptoura
- Tritosiphon
- Zahleria
- Trisetella
- Porroglossum
- Dracula
- Diodonopsis

### Clado desconhecido
Gêneros cuja amostragem de DNA não foi efetuada portanto seu exato posicionamento é incerto (em 2009):
- Areldia
- Atopoglossum
- Gerardoa
- Incaea
- Lueranthos
- Masdevalliantha
- Muscarella
- Proctoria
- Ronaldella
- Rubellia
- Sylphia
- Tridelta
- Xenosia
- Ancipitia
- Antilla
- Colombiana
- Cucumeria
- Empusella
- Lindleyalis
- Mixis

## Características dos gêneros encontrados no Brasil
Além dos gêneros brasileiros bem estabelecidos, e há tempo reconhecidos, como Masdevallia, Dryadella, Octomeria, Trisetella, Barbosella, Barbrodria, Brachionidium, Lepanthes, Lepanthopsis, Pleurothallopsis, Stelis, etc., outros gêneros desta subtribo, que devemos mencionar são:
- Trichosalpinx: ramicaule recoberto por bainhas lepantiformes, coluna com pé bem desenvolvido, estigma não bilobado transversalmente.
- Myoxanthus: ramicaule bem desenvolvido recoberto por bainhas pubescentes, 2 polínias, pedúnculo mais curto que a folha, pétalas normalmente espessas no ápice.
- Echinosepala: ramicaule bem desenvolvido recoberto por bainhas glabras, duas polínias, pedúnculo mais curto que a folha, pétalas normalmente espessas no ápice, sépalas pubescentes, dorsais concrescidas, inflorescência uniflora, algumas vezes na base do ramicaule, cleistogama.
- Zootrophion: rizoma reptante, sépalas coladas no ápice, labelo bilobado após a metade, delgadamente pendurado ao pé da coluna, ramicaule evidente.
- Cryptophoranthus: rizoma reptante, sépalas coladas no ápice, labelo bilobado após a metade, delicadamente pendurado ao pé da coluna, ramicaule inconspícuo.
- Phloeophila: sépalas concrescidas formando um tubo, inflorescência racemosa uniflora.
- Physosiphon: sépalas concrescidas formando um tubo, inflorescência racemosa multiflora.
- Pleurobotryum: labelo ungüiculado com longa e bem desenvolvida garra, folhas teretes ou achatadas.
- Talpinaria: plantas pequenas com longos ramicaules, inflorescência com uma só flor, coluna alongada, espata evidente, sépalas verrucosas no ápice.
- Crocodeilanthe: labelo côncavo na base, articulado com o pé bulboso da coluna.
- Acianthera: sépalas livres e acuminadas, coluna alongada, antera ventral, labelo pendurado ao pé da coluna, sem ungüículo, sépalas carnosas, mais ou menos pubescentes, sépalas laterais concrescidas, inflorescência com uma só flor.
- Pabstiella: muitas espécies divergentes, a mais comum apresenta labelo com longo ungüículo, e longo esporão formado pelo pé da coluna com as sépalas laterais.
- Specklinia: labelo sem calo verrucoso na base, pendurado ao pé da coluna, coluna alongada, antera ventral, sépalas glabras.
- Anathallis: Inflorescência multiflora, com flores simultâneas, caules evidentes, folhas coriáceas, coluna alongada, antera ventral, sépalas glabras e livres.
- Panmorphia:  grupo aparentado de Anathallis, porém sempre plantas e flores minúsculas com inflorescência curta e flores em sucessão.
- Madisonia: longamente reptante, bainhas pubescentes, folhas sésseis, ramicaules curtos, inflorescência uniflora, sépalas laterais concrescidas, com mento, labelo trilobado e ungüículo sacato.
- Apoda-prorepentia: planta pendente, com folhas arredondadas que se sobrepõe a si mesmas, grande espata, reptantes, caules curtos e folhas sésseis.
- Sarracenella: Rizoma reptante com pequenas folhas carnosas, e ramicaule muito curto, apresentando um par de flores tubulares muito curvadas com sépalas quase inteiramente concrescidas e extremidades acuminadas
- Acronia: antera apical, coluna curta sem asas, estigma transversal e ausência de lóbulos basais no labelo.
- Arthrosia: espécies de caule muito delgados e inflorescência multiflora, com articulação característica entre o labelo e o pé da coluna.
- Pleurothallis: coluna longa, todas as espécies restantes.